# 70th Infantry Division (Vereinigte Staaten)
Die 70th Infantry Division (deutsch 70. US-Infanteriedivision) war ein Großverband der U.S. Army im Zweiten Weltkrieg.

## Geschichte

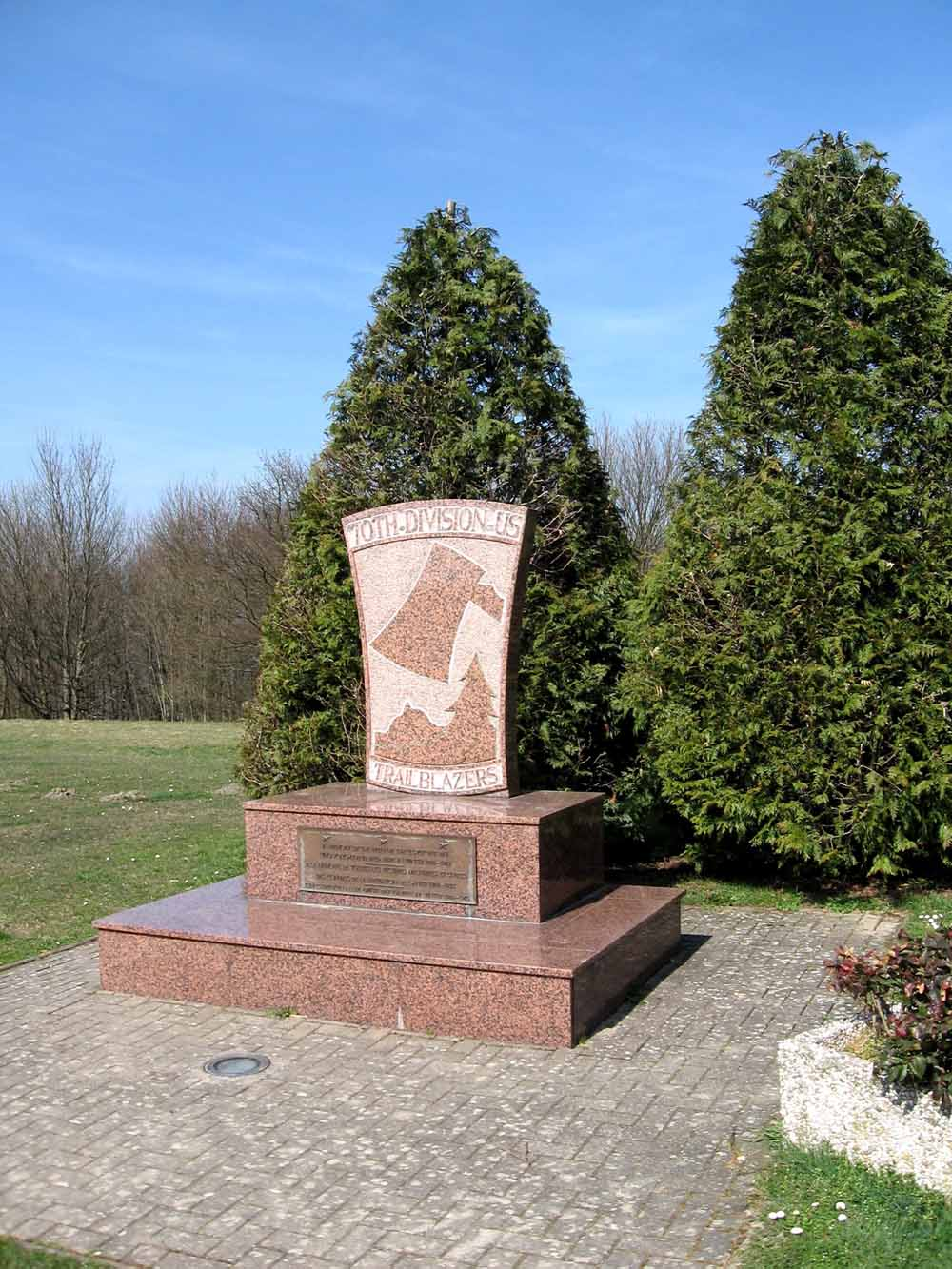
Gedenkstein in Spicheren

Die Division wurde am 15. Juni 1943 aufgestellt und Ende 1944 nach Europa geschickt. Dort wurden die Infanterieregimenter als Task Force Herren an die Front geschickt, um die Ardennenoffensive der Wehrmacht abzuwehren. Erster Einsatzort war dabei Bischwiller, südlich von Hagenau. Weitere Teile der Division kämpften zur Jahreswende 1944/1945 gegen das Unternehmen Nordwind im Elsass an. Am 5. Januar 1945 wurde Wingen befreit.
Mitte Januar 1945 rückte die 70th Infantry Division in die Nähe von Saarbrücken vor, wo sie vor allem Aufklärungsaufgaben durchführte. Nach dem Durchbrechen des Westwalls konnte die Division Völklingen und andere Städte im Saarland besetzen. Am 21. Februar 1945 wurde nach Kämpfen gegen die Deutschen im Bereich der Spichern-Stellung auch der französische Ort Spicheren befreit. Es folgten weitere Einsätze im Südwesten Deutschlands, ehe der Krieg am 8. Mai 1945 endete. Als Teil der Besatzungstruppen in der Amerikanischen Zone waren dann Teile der Division in Otterberg, Bad Kreuznach, Frankfurt am Main und an anderen Orten stationiert. Am 10. Oktober 1945 kehrte die Division in die USA zurück, wo sie deaktiviert wurde.
Während des relativ kurzen Einsatzes der Division starben 755 ihrer Soldaten im Kampf, 2713 wurden verwundet. Zahlreiche Soldaten wurden für ihre Verdienste ausgezeichnet, so erhielten z. B. zwölf Angehörige der 70th Infantry Division das Distinguished Service Cross. Am 8. Mai 1997 wurden ein Gedenkstein und ein M24 Chaffee als Erinnerung an die Gefallenen der Division in Spicheren aufgestellt.

## Organisation
- 274th Infantry Regiment
- 275th Infantry Regiment
- 276th Infantry Regiment
- 270th Engineer Combat Battalion
- 370th Medical Battalion
- Divisional Artillery
  - 725th Field Artillery Battalion
  - 882nd Field Artillery Battalion
  - 883rd Field Artillery Battalion
  - 884th Field Artillery Battalion
- Special Troops
  - 570th Signal Company
  - 770th Ordnance Company (Light)
  - 70th Reconnaissance Troop
  - 70th Quartermaster Company
  - Band
  - 70th MP Platoon
  - 70th CIC Detachment

## Divisionskommandeure
- Major General John E. Dahlquist (Juni 1943 – Juli 1944)
- Major General Allison J. Barnett (Juli 1944 – Juli 1945)
- Brigadier General Thomas W. Herren (Juli 1945 – Oktober 1945)